# Pseudopostega
Pseudopostega — рід лускокрилих комах із родини опостегід.

## Опис
Гнатос з розширеною вершиною, поствінкулум відсутній.

## Систематика
У складі роду:
- Pseudopostega auritella (Hübner, 1813)
- Pseudopostega chalcopepla (Walsingham, 1908)
- Pseudopostega crepusculella (Zeller, 1839)